# Ambérieux-en-Dombes

Ambérieux-en-Dombes este o comună în departamentul Ain din estul Franței.